# Louise Walker
Louise Walker (geb. Hanna; * 21. März 1951 in Toronto) ist eine ehemalige kanadische Hochspringerin.
Bei den Olympischen Spielen 1972 in München schied sie in der Qualifikation aus.
1974 gewann sie Silber bei den British Commonwealth Games in Christchurch und 1975 bei den Panamerikanischen Spielen in Mexiko-Stadt.
Bei den Olympischen Spielen 1976 in Montreal kam sie auf den 20. Platz.
Dreimal wurde sie Kanadische Meisterin (1972, 1973, 1975).
Ihre persönliche Bestleistung von 1,87 m stellte sie am 25. Juli 1975 in Montreal auf.